# François Fiedler
François Fiedler, Fiedler Ferenc (Kassa, 1921. február 15. – Párizs, 2001. október 21.) magyar származású francia lírai absztrakt festőművész, a második világháború utáni párizsi iskola tagja.

## Élete
A festészet iránt nagyon korán elkezdett érdeklődni: alig volt ötesztendős, amikor már festett, tízévesen pedig már az olyan nagy reneszánsz mesterek műveit másolta, mint Leonardo da Vinci, Michelangelo Buonarroti, Caravaggio. Korán felfigyeltek tehetségére, még gyerek volt, amikor megbízást kapott a kassai templom oltárának díszítésére. 18 éves sincs, amikor egy munkáját beválogatták az Amerikai Egyesült Államokban, Clevelandben rendezett ifjúsági plakátkiállításra, ahol díjat nyert.
A Magyar Képzőművészeti Egyetemen Szőnyi István, az akkor már nagy elismertségnek örvendő festőművész és egyben az egyetem rektora észrevette kiemelkedő tehetségét. Később tanársegédjének választotta a fiatal művészt, aki ösztöndíjak sorát nyerte el. Már a budapesti Képzőművészeti Akadémián barátságot kötött Simon Hantaïval, Reigl Judittal, Ország Lilivel.
1947-ben Hantai Simonnal, Sjöholm Ádámmal és Rózsa Györggyel együtt sikeresen mutatkozott be a Fórum Klubban.
1948-ban képzőművészeti ösztöndíjjal Párizsba utazott, még ugyanebben az évben a Galerie du Haut-Pavéban Fiedler első önálló párizsi kiállítása került megrendezésre. 1949 tavaszán tagja lett az egyik legnagyobb francia művészeti egyesületnek, az Union d’Arts Plastiques-nek.
Joan Miró egy kis párizsi galéria kirakatában pillantotta meg először Fiedler vásznait. Miró mutatta be Fiedlert Alexander Caldernek, Marc Chagallnak, Alberto Giacomettinek, Georges Braquenak, velük való kapcsolat hatására véglegesen az absztrakt művészet felé fordult, ők az utánpótlás legifjabb tehetségét látták Fiedlerben. A kor meghatározó új áramlatai rabul ejtették, s nem engedték, hogy hazatérjen Magyarországra. Párizsban művészbarátai egy kis garzonban szállásolták el. Miró több éven át megosztotta vele a saját műtermét, ahol rengeteg izgalmas időt töltöttek együtt. Miró korán felismerte Fiedler tehetségének sajátos hármasságát – biztos technikai tudását, újításra törekvő szellemiségét és a játékos anyaghasználatát. Miró Fiedlert „a fények festőjének” nevezte. Az emigráció első éveiben abba a valóságba menekült, amelyet maga alkotott a festészet segítségével. Fiedler nagy lelkesedéssel vetette bele magát az új technikák felfedezésébe. Hamarosan Fiedler egy sajátos stílust alakított ki, amely egyúttal a kézjegyévé vált – ez a fény és az árnyék játékának végtelen lehetőségét engedte meg. Sajátos strukturális komplexitás uralja Fiedler vásznait, az anyag denzitása, tömöttsége, egy vég nélküli ritmust teremt egy puszta felületen.
1951-ben Giacometti és Vaszilij Kandinszkij munkáiból kollektív kiállítás került megrendezésre a Galerie Maeghtnál. Ebből az alkalomból olyan új tehetségek is bemutatásra kerültek, mint Eduardo Chillida, François Fiedler, Ellsworth Kelly, Pierre Tal-Coat és Saul Steinberg.
Octave Nadal párizsi művészettörténész, a Sorbonne egyetem tanszékvezető professzora 1959-ben írta Fiedlerről a Derrière le miroirban: Fiedler újítása a huszadik század közepétől pontosan azt célozza meg, amit a „szem és kezek” művészei is szerettek volna, és ezalatt a technikát kell érteni, a nem formálisnak, az új felfogását. Az egyedi technika Fiedlernél térhez vezet, a szín és a textúra új kapcsolatának határához, s a továbbiakban magához az új festészeti technikához, jóval megelőzve a teória megfogalmazást, ahogy azt 1945-től képei is bizonyítják. Műveiben ezek az újítások megjelentek már a nonfiguratív irányzatok hivatalos megfogalmazása és kihirdetése előtt.
Miró biztatására kezdett el dolgozni az 50-es években az egyik főművén, a Triptichonon. Kivételes tehetségét mutatja, hogy ilyen mű készítéséhez rendhagyó módon fiatalon kezdett bele és vitte sikerre. 1964-ben az első európai kortárs művészeti központ, a Fondation Maeght Saint-Paul-de-Vence dél-franciaországi megnyitóján került bemutatásra a kor olyan világhírű művészeivel együtt, mint Braque, Chagall, Giacometti, Kandinszkij, Miró. Ezen a történelmi jelentőségi megnyitón részt vettek olyan hírességek, mint André Malraux, Ella Fitzgerald, Duke Ellington és Yves Montand.
Fiedlert az André Malraux által promotált festészeti mód motiválta, a szubjektív expresszió kifejezése az alkotó művész pszichéjének vászonra kivetítése által.  Ennek eléréséhez a kulcsszó a „szabad asszociáció”. Fiedler elkezdett dolgozni egy motívumon, amely spontán fejlődött a festés során, addig amíg a festmény befejezetté vált – ameddig úgy „érezte” hogy a műalkotás „kész”. Ebben az értelemben, nincs fundamentális különbség Jackson Pollock és Fiedler stílusa között. Ezért van az, hogy habár minden Fiedler műalkotás teljesen eltérő, mégis ugyanazzal a festészeti eljárással készült.
Fiedler a háború utáni Párizsi iskola tagja volt mégis ugyanazt a stílust alkalmazta, mint az absztrakt expresszionisták tették a New York-i iskolában. A New-York-i iskolából különösen Pollock és Mark Rothko motiválta. Fiedler munkáin Jackson Pollock, az amerikai absztrakt expresszionizmus úttörőjének egyértelmű hatása látható. Pollock az egyedi technikai megoldások és kifejezés szabadságára, míg Rothko a nagyméretű képek festésére ösztönözte. Fiedler rendhagyó életműve köti össze a két iskolát.
2012-ben Jackson Pollock, amerikai absztrakt expresszionista festőművész születésének 100. évfordulója alkalmából Pollock továbbélése – The Persistence of Pollock címmel kiállítás nyílt, amelyen 13 kiválasztott műalkotás került bemutatásra az Egyesült Államokban. A kiállítás rendkívüli helyszínen került megrendezésre. A New York-i East Hamptonban találhato Pollock-Krasner House and Study Center múzeum és oktatási kutatóközpont ebből az alkalomból biztosított  kiállítási helyszínt, abban a házban, ahol Jackson Pollock élt é alkotta az absztrakt művészet meghatározó  festményeit. Ezen a kiállításon Európát és Magyarországot Fiedler Ferenc képviselte. Fiedler olyan világhírű művészekkel együtt állított ki, mint Andy Warhol, Norman Rockwell, Red Grooms, Lee Ufan, Lynda Benglis, Robert Arneson, Alfonso Ossorio, Ray Johnson, Vik Muniz, Joe Fig, Arnold Chang, Janine Antoni.
A kiállítás kurátorai a kiválasztási eljárás során Fiedler műalkotásaiban ugyanazt a kiáradó energiát és izgalmat fedezték fel, amely Pollock művészetének meghatározója. Fiedler a festéket a vászonra több rétegben viszi fel, melynek eredményeként ugyanolyan többrétegű felület keletkezik, mint Pollocknál. A hagyományos festészeti eszközök mellett Fiedler kedveli a kaparót, kést, vakolókanalat, köveket,  homokot… A festményeinek textúrája szoborszerű, többrétegű, kapart, reliefszerű. Fiedler munkái karakterizálhatók olyan formális elemekkel, mint szín, forma, mélység, textúra és kompozíció. Fiedler művészeti stílusát folyamatos fejlődés jellemzi. Nem fél új technikai vagy stilisztikai megoldások kipróbálásától, sem attól, hogy elhagyja őket, amikor úgy érzi, hogy nem elégítik ki teljes mértékben. A művészetében a személyes és művészi szabadságkeresés ragyogó szintézise valósul meg. Fiedler új látásmódot követelt meg a befogadó műértő nézőtől. „Nemcsak kiolvasni kell valamit a képből, hanem még inkább belelátni a kompozícióba, ehhez pedig fantázia, koncentráció, introspekció és elmélyülés szükséges. A néző kénytelen elgondolkodni saját magáról és az őt körülvevő világról”.
Életpályája során számos egyéni és kollektív kiállítása volt Európa számos pontján, valamint az Egyesült Államokban. Művei a világ számos pontján megtalálhatóak, többek között a New York-i Guggenheim Múzeumban és a Pompidou központban. Fiedler a háború utáni Párizsi iskola egyik legjelentősebb művésze.

## Művei közgyűjteményekben
- Guggenheim Múzeum, New York
- Pollock-Krasner House and Study Center, New York
- Bibliothèque cantonale et universitaire, Lausanne, Svájc
- Cabinet cantonale des estampes, Vevey (CH)
- Fond National de l'Art Contemporain, Párizs
- Modern Művészetek Nemzeti Múzeuma, Párizs
- Fondation Maeght, Saint-Paul (FR)
- Magyar Nemzeti Galéria, Budapest
- National Library Canberra (AUS)

## Válogatott csoportos kiállítások jegyzéke
- 2012 „The Persistence of Pollock” Alfonso Ossorio, Norman Rockwell, Lee Ufan, Lynda Benglis, Ray Johnson, Red Grooms, François Fiedler, Robert Arneson, Vik Muniz, Joe Fig, Andy Warhol, Pollock-Krasner House and Study Center, New York, USA
- 2012 „Reigl – Hantai – Fiedler” Judit Reigl, Simon Hantai, François Fiedler KMFA, Budapest, Hungary
- 2007-2008 „Nouvelle lecture de la collection” – Valerio Adami, Pierre Alechinsky, Pierre Bonnard, Marc Chagall, Jean Dubuffet, François Fiedler, Sam Francis, Alberto Giacometti, Hans Hartung, Hantai Simon, Fernand Léger, Joan Miró, Pierre Tal-Coat, Raoul Ubac, Bram Van Velde Fondation Maeght, St. Paul, France
- 2006-2007 "Dialogue avec le siècle 1906-1981"

Georges Braque, Pierre Bonnard, Alexander Calder, Marc Chagall, Eduardo Chillida, Alberto Giacometti, Wassily Kandinsky, Henri Matisse, Joan Miró, Antoni Tápies, Bram van Velde, St. Paul, Fondation Maeght, France
- 2006 „Le Noir est une Couleur” Hans Arp, Pierre Bonnard, Georges Braque, Alexander Calder, Eduardo Chillida, Jean Dubuffet, Max Ernst, Francois Fiedler, Willem De Kooning, Alberto Giacometti, Simon Hantai, Hans Hartung, Wassily Kandinsky, Ellsworth Kelly, Fernand Léger, Henri Matisse, Joan Miró, Pablo Picass, Pierre Tal-Coat, Antoni Tápies, Bram van Velde, Fondation Maeght St. Paul, France
- 2004	„The Color of Music”  Bleu Acier USA, New York

Dominique Labauvie, Pierre Mabille, Pierre Alechinsky, Jose Maria Sicilia, Matta, Michel Haas, Francois Fiedler and Max Neumann.
- 2005	ARCO ’05 Sala Pelaires Centre Cultural, Mallorca

Antoni Clavé, François Fiedler, Joan Miró, Antoni Tápies
- 1990	 „Salon de Mars” Galérie Maeght, Paris
- 1982	„Hommage à Marguerite et Aimé Maeght” Fondation Maeght St. Paul, France

Valerio Adami, Pierre Alechinsky, Eduardo Chillida, Marc Chagall, François Fiedler,  Ellsworth Kelly, Joan Miró, Saul Steinberg, Antoni Tápies, Pierre Tal-Coat, Raoul Ubac, Bram Van Velde
- 1979	Centre Cultural Contemporain, Rennes
- 1974 „Dessins” Galerie Maeght,  Zürich
- 1974	„Eau-forte” Galerie Maeght Zürich
- 1974	„Grandes éditions originales illustrées”  Alexander Calder, Eduardo Chillida,

Marc Chagall, François Fiedler, Ellsworth Kelly, Joan Miró, Saul Steinberg, Antoni Tápies, Pierre Tal-Coat, Saint Paul de Vence, Maeght Fondation
- 1971	Kunsthistorisch Institut, Amsterdam
- 1971	„Maeght Editeur 1971”, Alexander Calder, Jean Bazaine, Marc Chagall, Edurardo Chillida, François Fiedler, Alberto Giacometti, Ellsworth Kelly, Joan Miró, Saul Steinberg, Antoni Tápies, Pierre Ta-Coat, Galerie Maeght, Paris

„Lithographies” Alexander Calder, Eduardo Chillida, Francois Fiedler, Alberto Giacometti, Joan Miró, Antoni Tápies, Raoul Ubac, Saint Paul de Vence, Maeght Fondation
- 1970	„XX. századi magyar származású művészek külföldön” Műcsarnok, Budapest
- 1969	„Les Peintres-Illustrateurs”

Hans Arp, Pierre Alechinsky, Pierre Bonnard, Georges Braque, Marc Chagall, Jean Dubuffet, Max Ernst, François Fiedler, Alberto Giacometti, Wassily Kandinsky, Fernand Léger, Henri Matisse, Joan Miró, Pablo Picasso, Antoni Tápies, Pierre Tal-Coat, Raoul Ubac. Maeght Fondation, St. Paul
- 1968	„Salon de Mai” Paris

Alexander Calder, Marc Chagall, François Fiedler, Paul Rebeyrolle, Antoni Tápies
- 1968	„French Lithography” Zweibrücken, France is represented by Fiedler
- 1967	„Dix ans d’art vivant /Ten Years of Living Art” 1955-65

Marc Chagall, François Fiedler, Joan Miró 
Maeght Fondation, Saint Paul de Vence
- 1966	Biennale Internationale d’art de Menton dedicated to Pablo Picasso
- 1966	„Maeght Editur” The Redfurn Gallery, London
- 1965	4th Biennale de Paris (French section) Biennale, Alexandria, „French section” is represented by Fiedler
- 1965	„Inauguration”

Georges Braque, Marc Chagall, Eduardo Chillida, Francois Fiedler, Wassily Kandinsky, Joan Miró, Pierre Tal-Coat, Raoul Ubac Maeght Fondation, Saint Paul de Vence
- 1962	„Eaux-fortes et lithographies”

Georges Braque, Marc Chagall, Edurardo Chillida, François Fiedler, Wassily Kandinsky, Joan Miró, Pierre Tal-Coat, Bram van Velde
- 1960	„Poètes, peintures, sculpteurs”

Georges Braque, Marc Chagall, François Fiedler, Wassily Kandinsky, Fernand Léger, Joan Miró, Alberto Giacometti, Jean Bazaine, Pierre Tal-Coat, Raoul Ubac, Pablo Palauzelo, Eduardo Chillida, Alexander Calder – Galérie Maeght, Paris
- 1960	„Maeght Editeur 1960”

Georges Braque, Marc Chagall, Alexander Calder, Fernand Léger, Joan Miró, Jean Bazaine, Pierre Tal-Coat Galérie Maeght, Paris
- 1951 Collective exposition of Wassily Kandinsky and Alberto Giacometti.

In this occasion new talents was presented Edurardo Chillida, François Fiedler, Ellsworth Kelly, Pablo Palauzelo, Pierre Tal-Coat, Saül Steinberg. Galerie Maeght, Saint Paul
- 1950 „Salon des Réalités Nouvelles”, Paris
- 1948	„Fiatal művészek XIX-ik Tavaszi Szalonja” Szinyei Merse Pál Társaság

Dr. Lengyel Lajos díj Nemzeti Szalon, Budapest
- 1947-48 Bőhm Lipót, Fiedler Ferenc, Hantai Simon, Zugor Sándor

Accademia d’Ungheria, Rome
- 1947	Hantai Simon, Fiedler Ferenc, Reigl Judit, Rózsa György és Sjönholm Ádám bemutatkozása a Fórum Klubban – Budapest
- 1947	„Képzőművészetünk a felszabadulás óta”

Fiedler Ferenc, Hantai Simon, Korniss Dezső, Perlott-Csaba Vilmos, Rozsda Endre, Rózsa György.
Budapesti Képtár 30. kiállítás
- 1947	Képzőművészeti Főiskola Ifjúsági Körének karácsonyi kiállítása
- 1946	 „Fiatal magyar képzőművészek” Képzőművészeti Főiskola Ifjúsági Kör karácsonyi kiállítás, Fővárosi Képtár 29. kiállítás
- 1945	Képzőművészeti Főiskola Ifjúsági Körének karácsonyi kiállítása
- 1944	Képzőművészeti Főiskola kiállítása

Fiedler Ferenc, Hantai Simon, Rózsa György
- 1943	Képzőművészeti Főiskola Ifjúsági Körének karácsonyi kiállítása
- 1943	Fővárosi Képtár 26. kiállítás
- 1943	Szinyei Társaság Tavaszi Szalon
- 1943	„A magyar művészetért” c. kiállítás Műcsarnok

Barcsay Jenő, Bernáth Aurél, Czóbel Béla, Egri József, Fiedler Ferenc, Hincz Gyula, Kisfaludi Strobl Zsigmond, Perlott Csaba Vilmos, Szőnyi István, Vén Emil
- 1942	„A magyar művészetért” c. kiállítás Műcsarnok, Budapest

Egri József, Fényes Adolf, Ferenczy Béni, Ferenczy Noémi, Fiedler Ferenc, Gallé Tibor, Perlott Csaba Vilmos
- 1942	Képzőművészeti Főiskola Ifjúsági Körének kiállítása
- 1941	Fővárosi Képtár
- 1939	Exposition International d’Affiche, Cleveland, US

Egyéni kiállítások
- 2004	„Rétrospective”  Institut Hongrois de Paris
- 2001	„Fiedler” Museum Modern Kunst, Passau
- 2000	Fiedler, Bram van Velde – Art Paris, stand Galérie Maeght, Paris
- 2000	„Retrospective” Chateau des Bouillants, Dammarie-lés-Lys Paris
- 1999  „Florilège” Bibliothèque Cantonale et Universitaire Dorigny, Lausanne
- 1997	 „Divertimento” Galérie Maeght, Paris
- 1996	„Fiedler” Galérie Maeght, Paris
- 1995	„Fiedler” Galerie 48, Saarbruck
- 1995	„Fiedler” Galerie Nothelfer, Berlin
- 1995	„Fiedler” Galérie Maeght, Barcelone
- 1995	„Gravures” Musée Jenish, Cabinet des estampes, Vevey
- 1995	„A chacun sa montagne” Musée des Beaux-Arts, Chambéry
- 1995	„Livres à gravures”, Bibliothèque Cantonale et Universitaire, Lausanne
- 1995	„Livres orné de gravures” Bibliothèque Cantonale et Universitaire, Lausanne
- 1995	„Livres illustrés” Bibliothèque Cantonale et Universitaire, Lausanne
- 1994	„Peintures et monotypes” Galérie Maeght, Paris
- 1993	„Œuvres gravées” Artothèque de Nantes, Nantes
- 1991	„Du fond des áges” Galérie Maeght, Paris
- 1990	 „Peintures et gravures récentes” Galérie Maeght, Paris
- 1990	Le Fonds National d’Art Contemporain, FNAC
- 1990	Centre Cultural Contemporani de Pelaries, Palma de Mallorca
- 1989	„Peintures 1956-1966” Palace Matignon, Paris
- 1989	„Peintures 1965-1975” Galérie Maeght, Paris
- 1983	„Fiedler” Galérie Maeght, Paris
- 1982	„Céramiques” Galerie Eva Cohen, Highland Park, USA
- 1981	„L’Evangile selon Saint Matthieu” Galerie Maeght, Paris
- 1974 „Peintures” Galérie Maeght, Paris
- 1974	„Gravures” Galérie Maeght, Paris
- 1974	Centre International de Milan, Italy
- 1974	Festival d’ Asolo, Italie
- 1973	„Eau-fortes” Galérie de l’Abbaye, Paris
- 1973	„Lithographies” Galerie Maeght, Paris
- 1973	„Héraclite – Fragments sur le devenir universel” Galerie Maeght, Paris
- 1973	„Retrospective” Galerie Maeght, Zürich
- 1973	„Héraclite” Bruxelles
- 1970	„Gravures” Galerie Ostentor, Allemagne, Dortmund
- 1968	„St. Jean de la Croix” Galerie Monika Beck
- 1967	„Peintures, 1966-1967” Galerie Maeght, Paris
- 1966	Cabinet des Estampes de la Bibliothèque nationale, Paris
- 1962	„St. Jean de la Croix – Les Cantiques spirituels” Galerie Maeght, Paris
- 1961	„Peintures” Galérie Maeght, Paris
- 1959	„Peintures” Galérie Maeght, Paris
- 1955	„Peintures” Galérie Haut Pavé, Paris
- 1948-49 „Réalités Nouvelles” Galérie Haut Pavé, Paris

## Bibliográfia
Művészeti periodika – Egyéni
- 1959 Derriere le Miroir N°116.
- 1961 Derriere le Miroir N°129.
- 1967 Derriere le Miroir N°167.
- 1974 Derriere le Miroir N°211.  Ed. Maeght

Művészeti periodika – Csoportos
- 1960: No. 121-122 Chagall et Fiedler
- 1960: No. 119 Poétes Peintres Sculptures
- 1965: No. 155 Inauguration
- 1971: No. 195 Fragments sur le devenir universel
- 1982: No. 250 Hommage de l’Aime et Marguerite Maeght
- DOBBELS, D.: L'ésothérique (kat., Editur Maeght, 1990)
- KAEPPELIN, O.: FIEDLER, Ed. Maeght, 1997
- DOTREMONT, C.: Ancienne éternité, Maeght Editur, 1962
- NADAL, O.: Un peintre et saint Jean de la Croix, dans Mercure de France, 1963. július
- BATTISTINI, Y.: Fragments sur le devenir universel/Héraclite, Maeght Editur, 1973
- NADAL, O.: FIEDLER: peintures, Galerie Maeght, (kat., Zürich, 1973)
- NADAL, O.: FIEDLER, "Quadrichromie", Galerie Adrien Maeght, Párizs, 1983
- CHAPON, F.: Le peintre et le livre: l'âge d'or du livre illustré en France, 1870-1970, Flammarion, Párizs, 1987
- DOBBELS, D.: FIEDLER, Galerie Adrien Maeght, Párizs, 1990
- PINYA, J., DOBBELS, D., NADAL, O., DESCARGUES, P., ESTEBAN, C.: FIEDLER, Centro cultural contemporani Pelaires, Palma, 1990
- PYTHOUD, L.: FIEDLER, dans L'Oeil, 1990
- OLLIER, C.: Du fond des âges, 1991
- KAEPPELIN, O.: Héraclite, 1997.